# 13577 Ukawa
13577 Ukawa è un asteroide della fascia principale. Scoperto nel 1993, presenta un'orbita caratterizzata da un semiasse maggiore pari a 2,4026085 UA e da un'eccentricità di 0,1701165, inclinata di 3,04411° rispetto all'eclittica.